# Miconia neriifolia
Miconia neriifolia är en tvåhjärtbladig växtart som beskrevs av José Jéronimo Triana. Miconia neriifolia ingår i släktet Miconia och familjen Melastomataceae. Inga underarter finns listade i Catalogue of Life.